# Koepelkerk (Renswoude)
De Koepelkerk in de plaats Renswoude in de Nederlandse provincie Utrecht is gebouwd tussen 1639 en 1641. Het kerkgebouw is eigendom van de Hervormde gemeente van Renswoude (PKN) en wordt op zondagen en christelijke feestdagen gebruikt voor kerkdiensten.
De architect van de kerk is Jacob van Campen, die onder andere bekend is als architect van het Paleis Noordeinde in Den Haag en het Paleis op de Dam te Amsterdam. Opdrachtgever was Johan van Reede, de Heer van Renswoude, die later ook het naastgelegen Kasteel Renswoude liet bouwen.
Het vloerontwerp is een Grieks kruis met korte armen, waardoor het een zeer compact gebouw is. Boven de kruising bevindt zich de achtzijdige koepel, die in de kerk rust op zogenaamde Ionische zuilen. In de kerk bevinden zich diverse wapenborden. Het uurwerk van de kerk is uit 1936 en vervaardigd door de firma Eijsbouts.
Het is een rijksmonument.

## Orgel
Boven de preekstoel bevindt zich een De Koff-orgel uit de 19e eeuw. Het werd geplaatst in 1936 en in 1967 gerestaureerd door de firma Koppejan uit Ederveen. Hierbij werd een nieuw orgelfront aangebracht afkomstig uit de hervormde kerk van Oud-Loosdrecht. Hieronder volgt de dispositie:
| Manuaal C-f’’’ |                     |
| Prestant       | 8'                  |
| Holpijp        | 8'                  |
| Viola di Gamba | 8' (C-H in Holpijp) |
| Octaaf         | 4'                  |
| Roerfluit      | 4'                  |
| Quint          | 2⅔'                 |
| Octaaf         | 2'                  |
| Mixtuur        | 1⅓' 2-4 sterk       |
| Sexquialter    | 2⅔' 2 sterk disc    |
| Trompet        | 8' B/D              |

| Pedaal C-d’ |     |
| Subbas      | 16' |
| Prestant    | 8'  |

| Nevenregisters  |
| Pedaalkoppeling |
| Tremolo         |

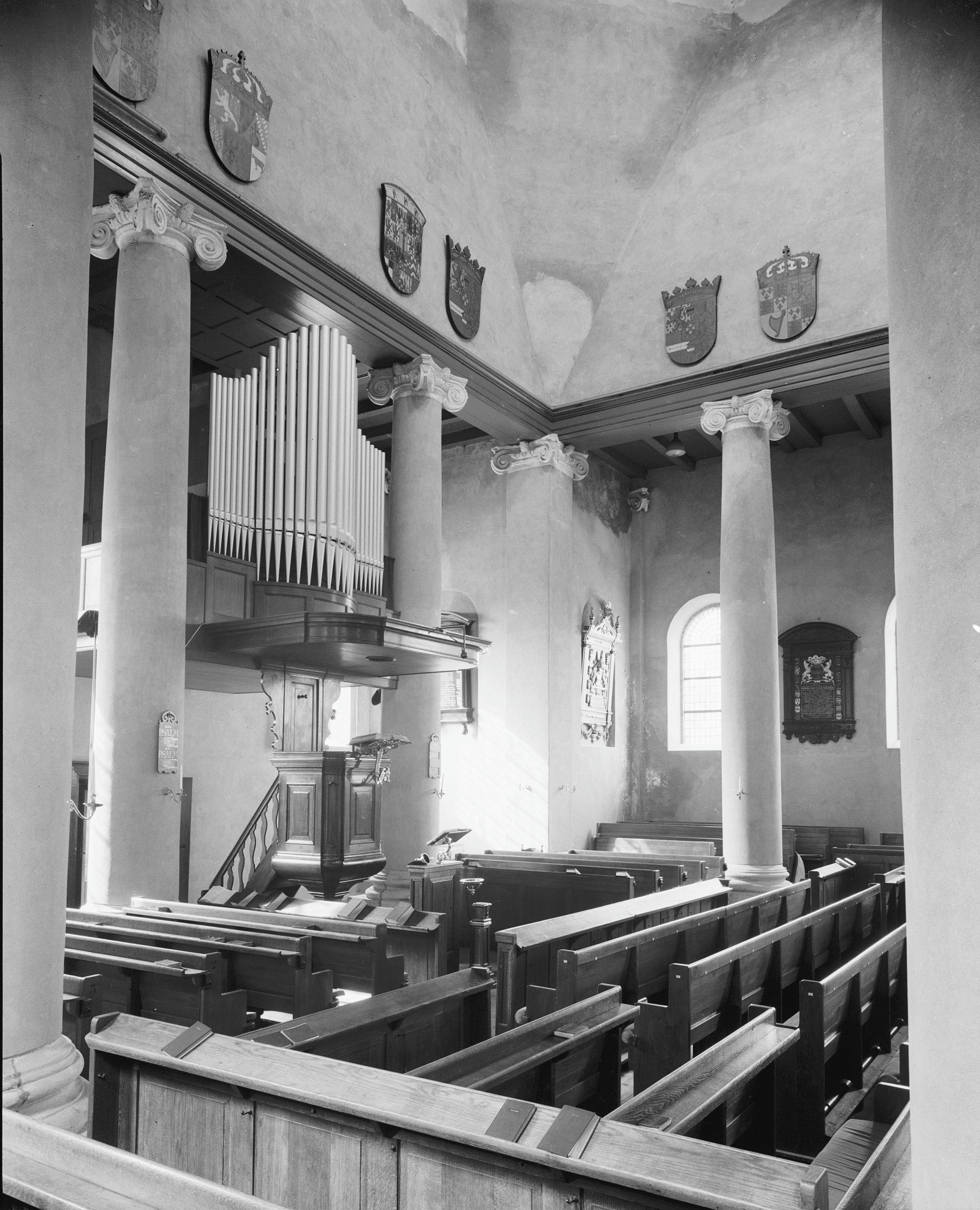
Interieur met preekstoel en orgel (1963)
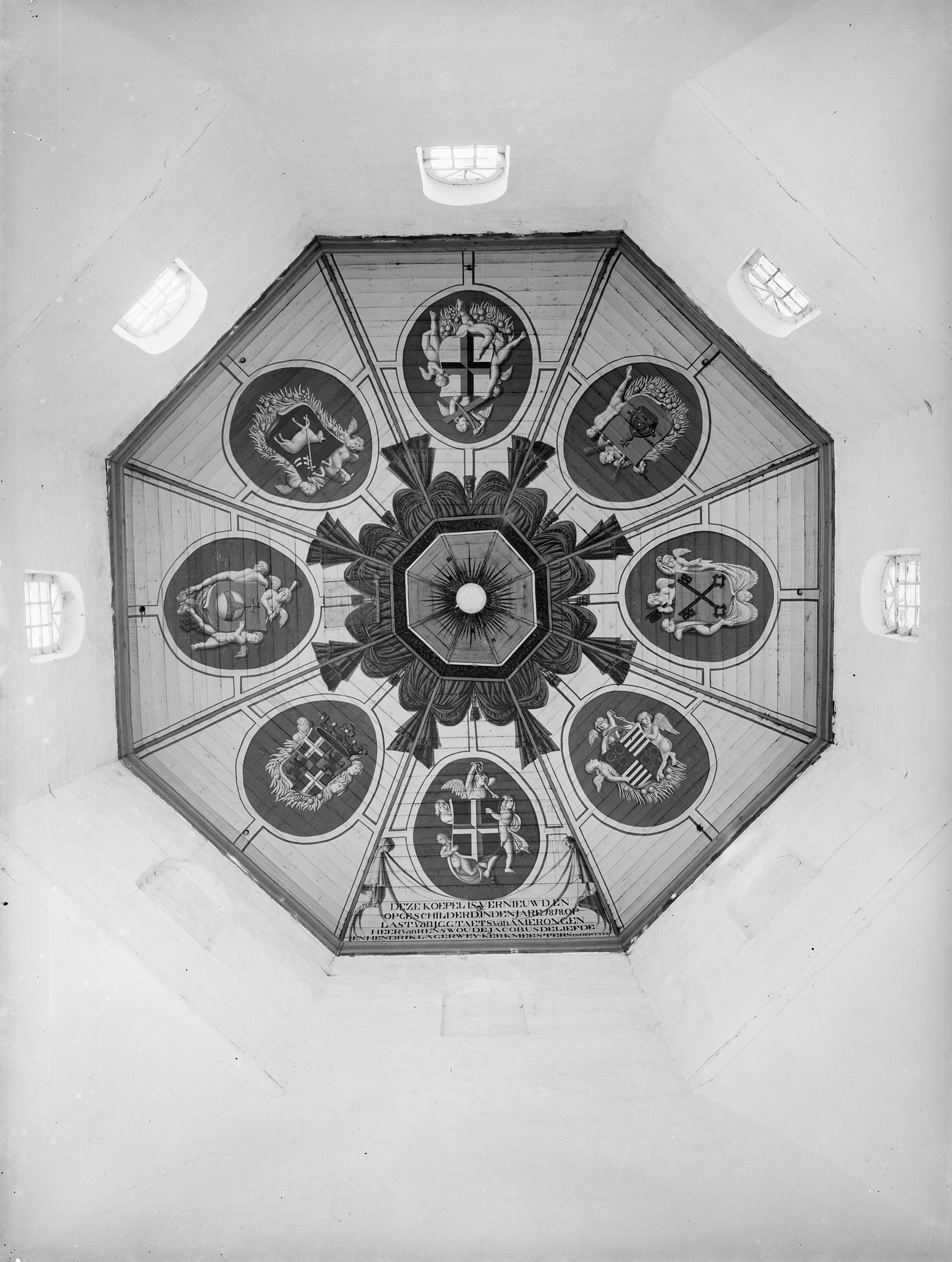
Koepelbeschildering
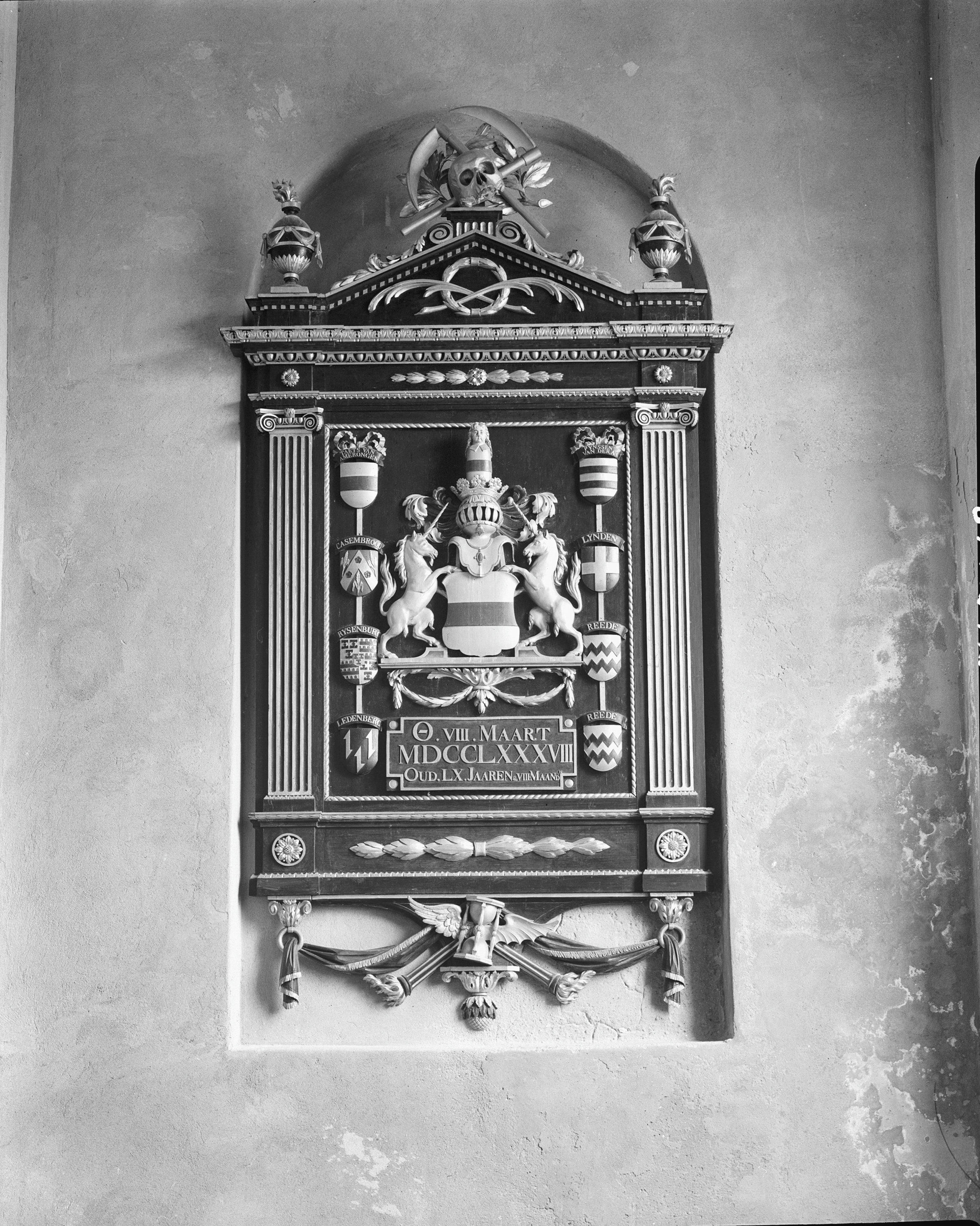
Rouwbord
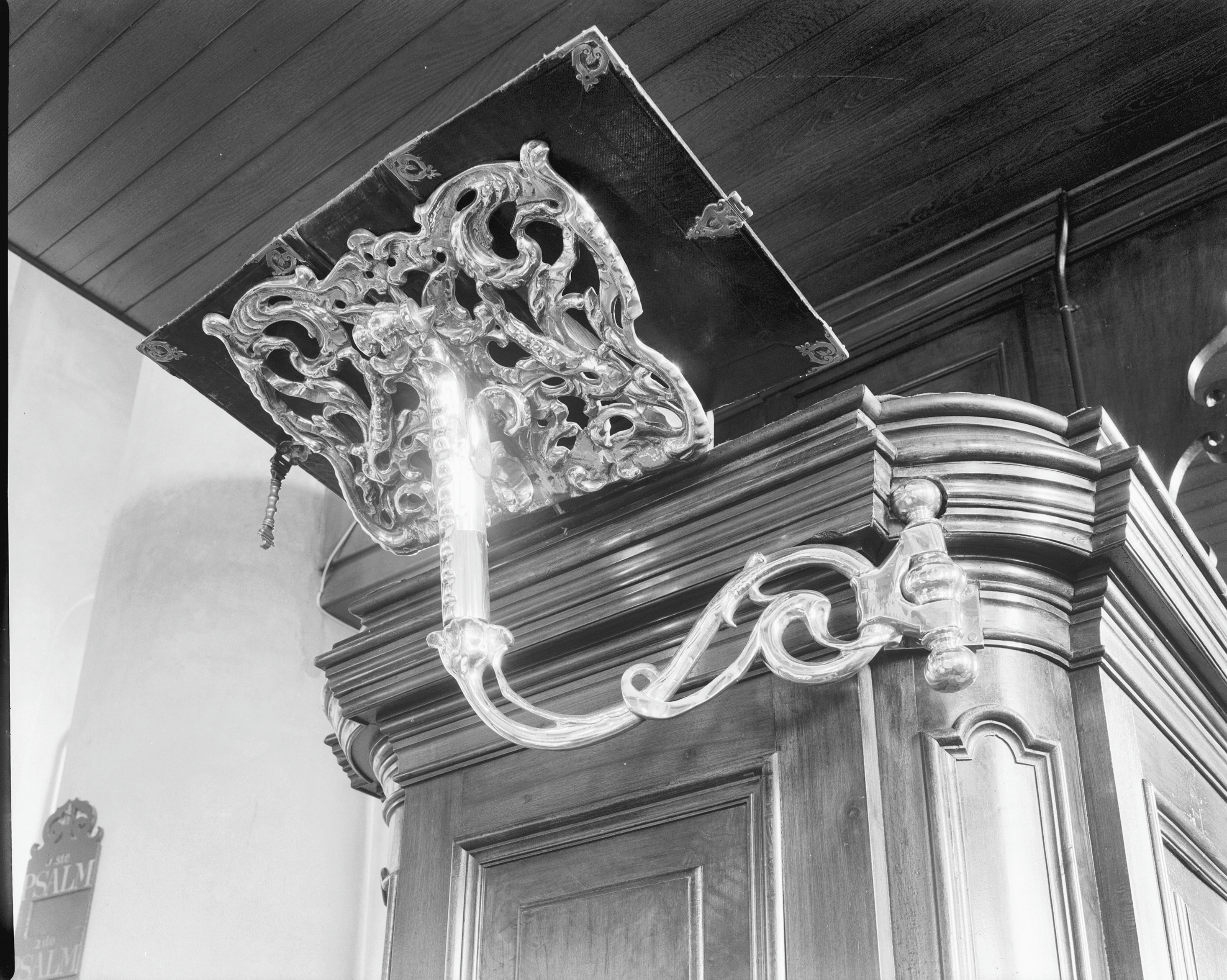
Detail preekstoel